# Mushkenum
Los mushkenum (o mushkennu) eran, acorde con el Código de Hammurabi, un grupo social intermedio de la antigua Babilonia. Actualmente se especula sobre su estatus: si bien no eran esclavos, tampoco eran completamente libres, situándose entre los awilum y los wardu. Se trataba de personas subordinadas y dependientes, que podían poseer sus propios bienes, aunque dependían del templo o del palacio para su subsistencia. No podían moverse libremente, de manera que se considera a los mushkenum como una especie de siervos o, como mucho, semi-libres. Estaban obligados a participar en campañas militares, en caso de que las hubiera. Su economía era precaria, aunque podían llegar a poseer esclavos.